# Атаназевич Іван Михайлович
Іва́н Михайлович Атаназе́вич (нар. 1732 — пом. 12 (24) лютого 1825) — київський майстер по сріблу та золоту.
Був сином київського золотаря М. О. Атаназевича і почесним громадянином Києва. З 1802 року — голова київської управи ремісничих цехів.
Багато працював на замовлення Києво-Печерської лаври і Софії Київської.
Серед його творів особливо відзначається срібна ажурна гробниця з рельєфами («Тайна вечеря», «Голгофа», «Оплакування Христа» та ін.) Інші вироби майстра, що збереглися в музеях: срібні тарелі і цукорниця (1779), хрест (1772), дарохранильниці (1766, 1788), потир (1809) та ін.
Вироби майстра характеризуються стильовими ознаками бароко (орнаменти з рослинними мотивами, зокрема аканта) і рококо (асиметричні орнаменти у вигляді стилізованих черепашок, вигнуті лінії тощо). Окремі сюжети трактовані не канонічно.
Твори зберігаються в Національному музеї історії України, Києво-Печерському заповіднику, Чернігівському історичному музеї.